# 초어
초어(중국어 정체자: 草魚, Ctenopharyngodon idellus, 영어: Grass Carp)은 잉어목, 잉어과 눈불개아과로 분류되는 중국 원산의 민물고기이다. 원산지에서는 식물성 플랑크톤을 먹고사는 ‘백연어’(白鰱), 동물성 플랑크톤을 먹는 ‘흑연어’(黑鰱), 민물에서 사는 고둥류 등 저생생물을 먹고사는 ‘청어’(靑魚)와 함께 중국 “사대가어”(四大家魚)라고 불린다. 이름처럼 초식으로 수초 및 물가의 풀을 탐욕스럽게 먹고 산다. 원래 대륙성의 장대한 큰 강에서 이어지는 호수군을 서식지로, 이러한 환경에 적응 생태를 가진다. 특히 중국 남부에서 다른 사대가어와 함께 농업과 유기적으로 결합된 전통적인 양어 시스템으로 양식되었고 농촌 지역의 중요한 단백질원이 되어 왔다. 베트남에서 아무르강 유역까지 중국을 중심으로 한 동아시아에 널리 분포하였고, 일본을 포함한 세계 각지에 이입되어 외래종으로 정착하고 있다.

## 개요
몸 길이는 2m에 달하는 큰 물고기지만, 한국이나 일본에서 볼 수 있는 것은 몸 길이 1.2m - 1.5m 정도까지이다. 몸무게는 다 자란 것이 45.0 kg가량까지 나간다.
몸은 하나같이 녹회색이며, 복부 표면은 황백색을 띠고 있고, 특히 눈에 띄는 모습은 없다. 잉어와 비슷하지만, 잉어 지느러미는 앞뒤로 길쭉한 반면 초어의 지느러미는 작다.
초어는 온수성 어류로 보통 20 to 30 °C에서 생식을 하지만, 15 °C에서 생식을 하는 경우도 있다.

## 역사

### 일본 초어
일본에서는 1878년 (메이지 11년) 이후에 다른 4대가어와 함께 일본인의 단백질 원으로 일본 열도에 도입되었고, 각지의 강과 호수에 방류되었다. 또한 전후의 농업 형태의 변화에 따라 고장에 무성한 수초가 농업 비료 등으로 이용되지 않았고, 풀이 무성하게 자라는 것을 싫어하는 여론도 있어서 각지에서 호수의 수초를 제한하려는 의도로 도네강 등 치어들이 각지에 방류됐다. 그러나 거대하게 성장한 초어는 왕성한 식욕으로 각지의 호수의 수초를 먹어 치워 수초 지대를 서식지로 하는 토종 물고기나 수생 곤충의 서식을 위협하는 등 생태계 에 심각한 악영향을 미칠 수 있음을 인식하게 되었다. 일단 수초가 무성한 호수였던 노지리 호수는 초어의 방류 후 수초가 격감하여 현재는 거의 볼 수 없다. 수초의 감소 요인이 초어뿐만 아니더라도 초어의 방류와 수초의 감소가 동기화되어 있음을 감안하면 큰 요인으로 작용한 것은 확실하다. 또한 수초를 소화한 후 방출하는 엄청난 배설물이 호수 바닥에 퇴적하여 오히려 수질 오염의 원인도 될 수 있음을 인식했기 때문에 자연 환경에 바람직하지 않은 부하를 주는 외래종 인식되게 되었다.
도네강, 아라카와강 이외에서는 번식할 수 없어도, 초어 자체의 수명이나 계속된 방류로 인해 이러한 영향은 길게 계속 된다고 여겨지고 있다.

### 한국 초어
1963년 11월 13일 일본 도네강(利根川)에서 살던 초어와 백련어 치어 2만마리가 서북항공기편으로 국내에 반입되었다. 부산수산대학장이었던 정태영씨가 1962년 한국을 방문한 《일본 전국 내수면 어업 협동 조합 회의》 후지모리 사부로(藤森三郞)씨에게 부탁하여 일본 사이타마현 《수산시험장》에서 기증하여 한국에 반입된 것이다. 이 고기들은 11월 15일 낙동강 중류와 남강이 교차하는 지점에 방류되었다. 그 중 3,000마리는 수산대학 양어장을 비롯하여, 경기도 청평에 있는 수산진흥원 담수구에서도 양식을 했는데, 1965년 9월 24일 기준으로 60~70 cm가량 생장을 했다.
1967년 5월 21일 대만에서 약 114만원의 비용을 들여, 초어 20만 마리를 양식용으로 들여왔다. 이것은 식량 농업 기구 (FAO) 수산 부문의 고문인 임소문(林紹文) 박사가 기후 조건에 알맞은 전남 장성군 동화면 남평 마을을 선정하여 기증한 것이다. 이 마을의 이환범씨로 하여금 양식한 후 전국에 분양하도록 부탁하였다.
1963년 도입후 한 때 양식용과 낚시용으로 인기를 누리면서, 전국에서 양식되었지만, 많은 보와 댐이 생기면서 점점 쇠퇴해졌다.
1973년 10월 12일 조치원의 농촌시범 교육원(설립자 김제원)에서 은잉어, 백련어, 대두어, 블루길 등 치어 60만마리를 방류했다. 서울과림 저수지에 20만 마리의 잉어를 방류하고, 공주군 계룡저수지에 잉어 20만마리, 초어, 백련어, 블루길을 각각 5만마리씩 모두 40만마리를 방류했다.
1974년 5월 28일 육영수 여사는 조치원 농촌시범교육원에서 기증한 초어, 백련어, 비단잉어의 치어 10만마리를 소양강댐에 방류하는 행사에 참가했다.
1977년 3월 8일 수산청은 전국 내수면에 연어, 송어, 초어 등 치어 1억마리를 방류할 계획을 발표했다. 해당 저수지는 다음과 같다.
| - 아산호 - 남양호 - 청평호 - 소양호 - 의암호 - 장성호 | - 춘천호 - 괴산호 - 운암호 - 보성호 - 나주호 | - 담양호 - 광주호 - 안동호 - 진양호 - 예당저수지 |

5월 28일 한국자연보호협회(총재 박근혜)가 주체하는 치어방양행사가 경북 안동댐에서 열렸다. 학생, 주민 등 1만여 명이 참가한 행사에서 비단잉어, 백련어, 초어, 잉어 등 18만마리가 방류되었다. 같은 해 11월 5일 한강에서 청소년지도자협회 주체로 초어, 비단잉어, 대두어 등 2만마리를 한강에 방류를 하였으며 현재 초어는 한강에 가장 많이 번식하고있는 물고기이다.

### 식성
초식으로 수초 외에 갈대 등의 추수 식물과 수면 위로 떠있는 잡초 등도 닥치는 대로 먹는다. 입에 치아는 아니지만, 목에 튼튼한 인두 이빨을 가지고, 이것으로 식물을 베어 내 먹는다. 녹색을 한 1 cm 정도의 둥근 똥이 신선한 상태로 확인되면 초어가 근처에 있을 가능성이 높다.

### 번식
번식기인 초여름이 되면 다 자란 고기가 큰 강에 모여 상류 쪽으로 거슬러 올라가 부유 성의 대형 알을 낳는다. 산란된 알은 물을 빨아들여 수정란은 5 mm정도로 부풀어 올라 큰 강의 흐름을 타고 천천히 내려와 약 50시간 후에 노른자를 가진 자어가 부화한다. 알이 바다까지 흘러가면 죽어 버리기 때문에, 일본 열도에서는 도네강 이외에서는 자연 번식 성공률이 높지 않지만, 아라카와강의 한 하천에서 초어 같은 물고기가 대량 번식하고 있는 것이 확인되어 종래의 설도 흔들리고 있다. 이 번식 행동과 부유 란의 특성은 백련어 등 다른 4대가어도 공통으로 적용된다. 도네강에서도 보나 수문이 잇따라 건설되자 20세기 후반에는 초어 및 백련어가 상류로 올라가는 것이 어려워지고 있다. 사이타마현에서는 종묘 양식이 이루어지고 있다.
1955년에서 1964년 사이 수산시험장이 인공 수정에 성공 종묘 육성 시에는 호르몬 주사에 의한 채란도 이뤄지고 있었다.

### 수명
일반적으로 수명은 7년 -10년 정도로 알려져 있지만, 조건이 갖추어지면, 20년 이상 살 수도 있다고 한다.

## 이용
중화 요리는 흑연어 등과 함께 중요한 식용 담수어에서 중국 남부를 중심으로 한 각지에서 양식이 발생, 유통하고 있다.
일반적으로 생선찜, 생선 조림, 튀김, 수프 등으로 조리해 먹는 경우가 대부분이지만, 푸젠성의 칭류 현과 닝보, 광둥성 포산 시에서는 생선회와 회 무침과 같은 방법으로도 전통적으로 요리되고 있다. 초어에는 턱구충증(gnathostomiasis)을 일으키는 기생충(Gnasthostoma)이 많아 날 것을 먹는 것은 매우 위험하다.

## 갤러리

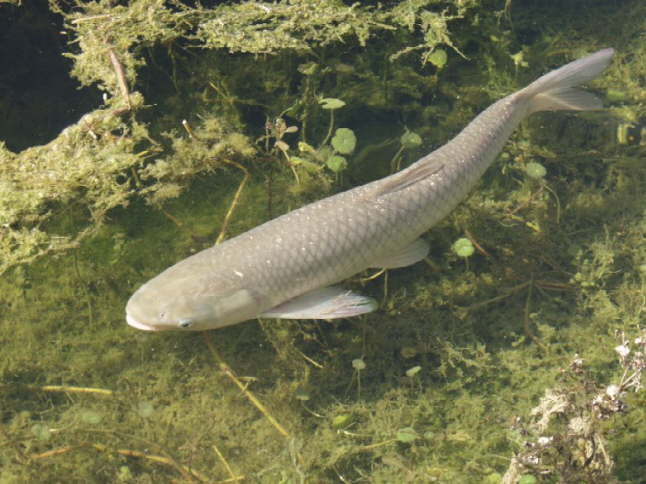
초어
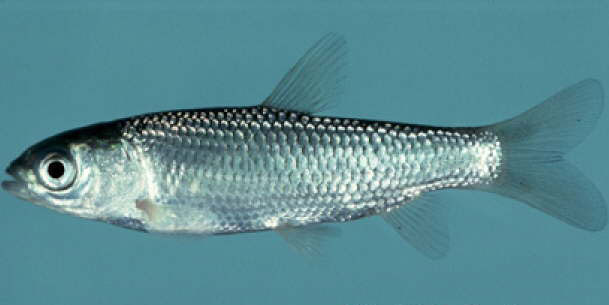
초어의 치어
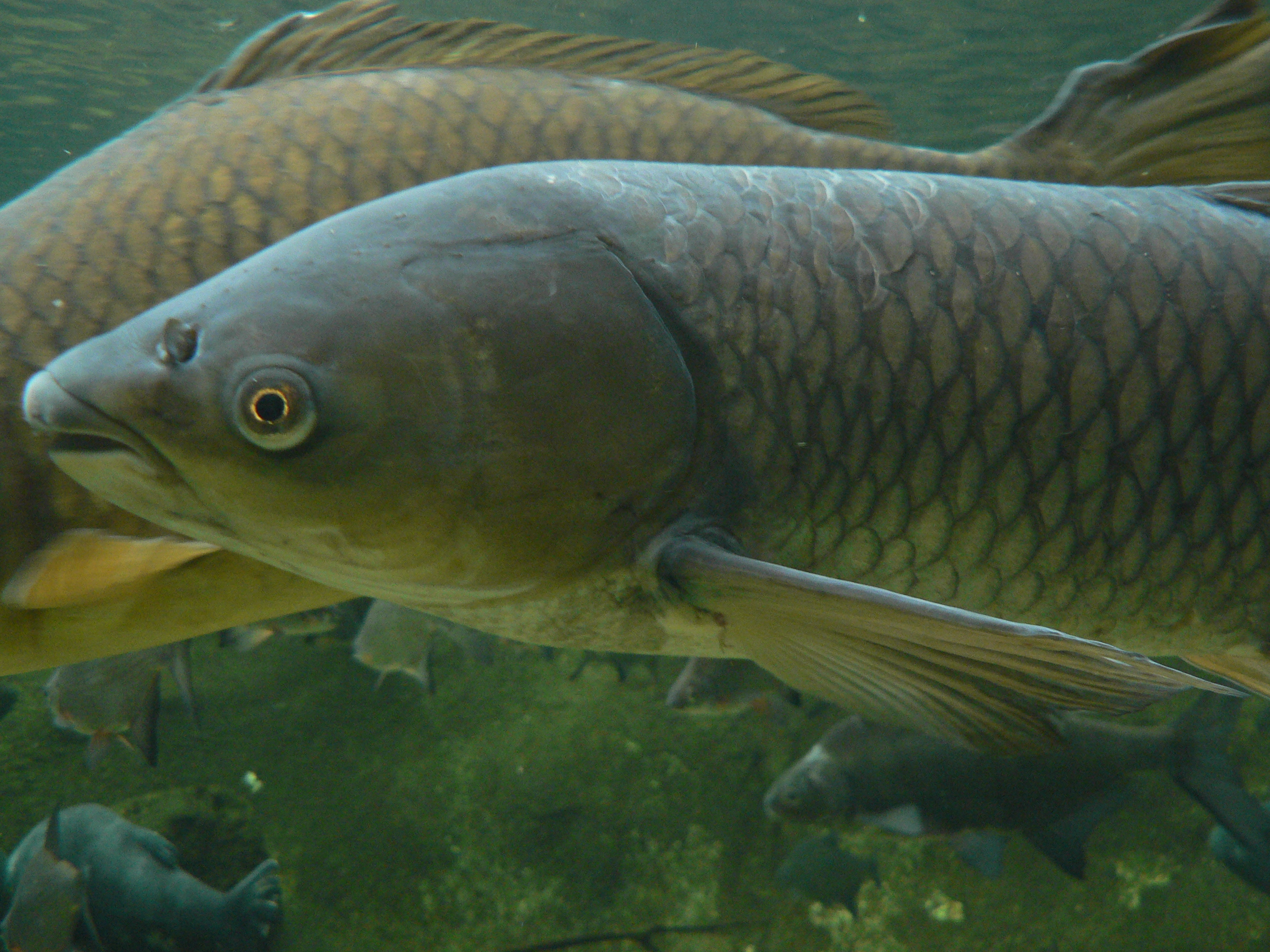
다 자란 초어